# Марка «Икс»
«Марка „Икс“» (англ. «Brand X») — 18-й эпизод 7-го сезона сериала «Секретные материалы». Премьера состоялась 16 апреля 2000 года на телеканале FOX. Эпизод принадлежит к типу «монстр недели» и никак не связан с основной «мифологией сериала», заданной в первой серии.
Режиссёр — Ким Мэннэрс, авторы сценария — Стивен Маэда и Грег Уокер, приглашённые звёзды — Митч Пиледжи, Деннис Буцикарис, Ричард Кокс, Тобин Белл, Шэннон О'Херли.
В США серия получила рейтинг домохозяйств Нильсена, равный 6,8, который означает, что в день выхода серию посмотрели 10,81 миллиона человек.
Главные герои серии — Фокс Малдер (Дэвид Духовны) и Дана Скалли (Джиллиан Андерсон), агенты ФБР, расследующие сложно поддающиеся научному объяснению преступления, называемые Секретными материалами.

## Сюжет
Дым клубится из трубы дома доктора Джима Скоби в Винстон-Салеме, штат Северная Каролина. Агент ФБР Уолтер Скиннер возглавляет группу, охраняющую Скоби, который на следующий день должен давать показания перед большим жюри против своей прежней работодателя, табачной компании Морли. Никто не знает, какие исследования проводил доктор в компании, и какую информацию он откроет в суде, но после полученных им угроз агенты прибыли для его защиты.
Доктор Скоби кашляет в кулак и делает глоток воды, ставя стакан на стол, не замечая следов крови и жука внутри него. Позже, глубокой ночью, его жена Джоан, не найдя мужа, начинает стучать в запертую дверь туалета. Не получив ответа, она зовет на помощь Скиннера. Ассистент директора выламывает дверь и обнаруживает тело Скоби на полу, его лицо и шея изуродованы.
Утром Малдер и Скалли приезжают на место преступления. Они не находят следов взлома или отпечатков пальцев. Скалли предполагает, что его лицо изуродовали кислотой, но Малдер замечает, что в этом случае доктор обязательно закричал бы, что привлекло бы внимание агентов. Скиннер приказывает закончить расследование быстро и просит Скалли провести вскрытие. Малдер замечает, что в доме Скоби нет пепельниц, что странно для бывшего сотрудника табачной компании. Он просит Скиннера разрешение присутствовать на допросе его начальника, доктора Питера Восса.
На выходе из дома Малдер видит жука в стакане воды, из которого пил Скоби. В компании Морли их встречает холодно, но глава безопасности Даниел Бримли любезно провожает их к Воссу, который окружен адвокатами и не может отвечать на вопросы. Малдер показывает ему жука и спрашивает, видел ли он таких насекомых. Восс опознает табачного жука как обычного для местности завода Морли.
Вернувшись домой, Восс встречает Дарила Вивера, человека больного вида, который требует, чтобы Восс снабжал его сигаретами, обещая за это молчание. Восс передает ему немаркированную пачку сигарет и деньги, прося уйти. Скалли завершает вскрытие и приходит к выводу, что Скоби умер от удушья. Малдер интересуется, нашла ли Скалли что-либо связанное с жуками, но она не обнаружила ничего.
Тем временем Вивер курит в дешевом мотеле, игнорируя жалобы соседа Томаса Гасталла на дым. Гасталл заводит кашель, внезапно догадываясь, что его пальцы в крови. Он падает на пол, окруженный табачными жуками. Агенты замечают схожесть смертей Скоби и Гасталла, но не понимают, зачем убивать жильца.
Обнаружив жуков, Малдер уверен, что их убил не человек. Скалли предполагает, что обе смерти могли быть вызваны болезнью, переносимой насекомыми. Малдер решает поговорить с Вивером, который признает, что его курение раздражало соседа. В разговоре Вивер закуривает и выдыхает дым в лицо Малдеру. Не найдя улик, он вновь идёт к Воссу, который выражает сожаление в связи с новой смертью, но отказывается помочь ФБР.
Восс получает звонок от Бримли, который следит за домом доктора. Восс, потрясенный, говорит, что хочет рассказать правду, но Бримли приказывает молчать и спрашивает, где Вивер. Лишенный выбора, Восс отправляется к Виверу, надеясь убедить его покинуть город, но тот отказывается, полагая, что Морли не осмелится его убить.
Скиннер и Скалли обращаются к энтомологу с просьбой изучить жуков. Энтомолог выявляет отклонения в их строении, и Скалли предполагает, что компания проводила генетические эксперименты, которые повлияли на жуков. После вскрытия Гасталла Скалли находит в его легких гнезда насекомых. Во время обсуждения своей теории, Малдер начинает кашлять и замечает кровь на пальцах.
Малдера доставляют в больницу, где врачи пытаются удалить личинок из его легких. Скалли уверяет Скиннера, что это временная мера, поскольку насекомые продолжают размножаться. Скиннер решает провести обыск на фабрике Морли. Восс, не выдержав, рассказывает Скиннеру о том, что компания пыталась создать безопасный табак, но эксперименты убили всех подопытных, кроме Вивера.
Скиннер мчится к мотелю, но находит только Бримли, связанного и с кляпом. Когда он удаляет кляп, изо рта Бримли выползают жуки, покрывающие его лицо. Скалли сообщает Малдеру, что Скиннер ищет Вивера, чтобы узнать причину его иммунитета. Во время разговора Малдер начинает задыхаться, и у него останавливается сердце. Скалли настаивает подождать, пока Скиннер не принесет новые новости.
Скиннер находит Восса избитым на фабрике. Вивер собирается бежать, но Скиннер требует остановиться. Вивер пытается закурить, и Скиннер вынужден применить оружие. Вивер госпитализирован, и Скалли замечает никотиновые пятна на его пальцах, осознавая, что именно это может помочь с жуками. Она приказывает сделать Малдеру инъекцию никотина.
Две недели спустя Скалли объясняет Малдеру, что высокий уровень никотина в крови Вивера действовал как инсектицид, и большие дозы никотина спасли его от жуков. Однако это привело к зависимости от никотина. Малдер, доставая пачку сигарет Морли, сталкивается с искушением. Скалли настаивает на том, чтобы он избавился от никотиновой зависимости. Малдер сдается и выбрасывает сигареты в ведро, пока Скалли покидает кабинет, оставляя его в борьбе с искушением.